# Acutelinopteridius minutus
Acutelinopteridius minutus là một loài bọ cánh cứng trong họ Cerambycidae.